# Staro Sajmište
Staro Sajmište (en serbe cyrillique : Старо Сајмиште) est un quartier de Belgrade, la capitale de la Serbie. Il est situé dans la municipalité de Novi Beograd. En 2002, il comptait 2 250 habitants.
Pendant la Seconde Guerre mondiale, le camp de concentration de Sajmište se trouvait sur son territoire. En raison de la création du site de la Nouvelle foire de Belgrade, le site est désormais connu sous le nom de Staro Sajmište, « l'ancienne foire ».

## Localisation
Staro Sajmište est situé dans le Blok 17 de Novi Beograd, entre la rue Zemunski put (qui prolonge le Savski most), le Bulevar Mihaila Pupina (qui prolonge le pont de Branko) et la Save. Au-delà se trouve le quartier d'Ušće au nord et le long de la Save, ainsi que le nouveau Park Republika Srpska à l'est, et le nouveau quartier de Savograd à l'ouest. La rue de Sajmište passe à l'intérieur du quartier. Au sud du Zemunski put se trouve le parking de Sajmište.

## Histoire

### Avant 1941
Dans la période de l'entre-deux-guerres, des constructions se répandirent le long de la rive gauche de la Save, sur les territoires marécageux de l'actuel Novi Beograd, alors occupé par le village de Bežanija. Le quartier était, à l'époque, connu sous le nom de Novo Naselje et de Sajmište. Ils se développèrent en l'absence de tout plan d'urbanisme.
Un ensemble d'immeubles fut construit à Sajmište en 1938, qui devint le site de la foire de Belgrade, s'étendant sur une superficie de 15 000 m2, avec des édifices modernes incluant des flèches de métal. Le quartier accueillit des foires internationales, destinées, entre autres, à promouvoir et à développer l'économie du royaume de Yougoslavie. En septembre 1938, l'une de ces expositions fit l'objet du premier reportage télévisuel dans cette partie de l'Europe[réf. nécessaire].

### La Seconde Guerre mondiale

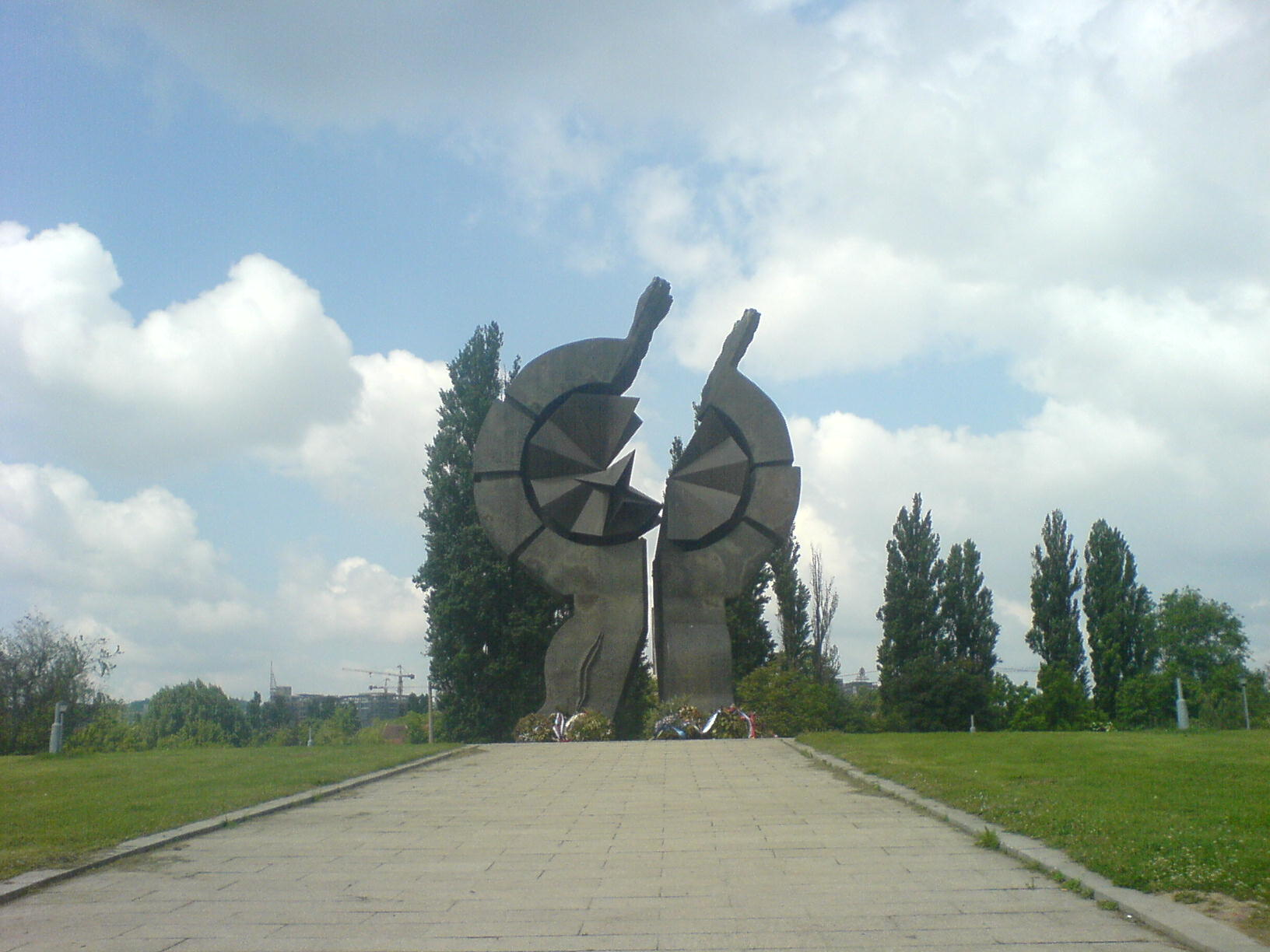
Monument en l'honneur des victimes du camp Sajmište, par le sculpteur Miodrag Popović

En avril 1941, après l'invasion de la Yougoslavie par les forces de l'Axe, l'Allemagne et ses alliés se partagèrent le royaume ; en particulier, la région de Syrmie, située sur la rive gauche de la Save, fut intégrée à l'État indépendant de Croatie, contrôlée par les Oustachis. La Gestapo contrôla alors l'actuel quartier de Sajmište ; le quartier fut entouré de fils de fer barbelé et devint un camp d'extermination. Jusqu'en mai 1942, les nazis se servirent du camp de concentration de Sajmište pour tuer la plupart des Juifs de Belgrade et de la Serbie. À partir de 1942, des prisonniers serbes y furent conduits des camps de Jasenovac de Stara Gradiška, administrés par les Oustachis. Les Partisans faits prisonniers en Serbie étaient également envoyés à Sajmište. Les exécutions de prisonniers se prolongèrent pendant toute la guerre. Près de 100 000 prisonniers transitèrent par le camp, dont 48 000 y perdirent la vie[réf. nécessaire].

### Après 1945
Après la guerre, le quartier resta à l'abandon pendant plusieurs années. D'anciens immeubles furent offerts à des artistes pour qu'ils en fassent leurs ateliers : l'écrivain Nicolas Bouvier et le peintre Thierry Vernet y séjournèrent en 1953. Finalement, le 9 juillet 1987, l'Assemblée de la ville de Belgrade, décida de faire de Staro Sajmište un lieu protégé. Le 21 avril 1995, un monument en souvenir des victimes du camp de Sajmište fut érigé au bord de la Save.

## Aujourd'hui
Staro Sajmište reste toujours à l'abandon. Les quelques artistes qui vivent encore dans le quartier manquent de moyen pour l'entretenir. Il est devenu un lieu de rassemblement pour toutes sortes de sans logis.